# Dare (La La La)
"Dare (La La La)" é uma canção gravada pela artista musical colombiana Shakira, para o seu décimo álbum de estúdio auto-intitulado, Shakira (2014). A música foi lançada pela primeira vez para tocar no rádio da Itália em 24 de abril de 2014, como o terceiro single do álbum e mais tarde foi lançado em um pacote de remixes nos Estados Unidos via RCA Records. A canção foi co-escrita por Shakira, Jay Singh (J2), Dr. Luke, Billboard, Max Martin, Cirkut, Raelene Arreguin e John J. Conte, Jr., enquanto a produção ficou a cargo da J2, Dr. Luke , Shakira, Cirkut e Billboard. A música é uma música de uptempo, dance-pop construída a partir de bateria.
Uma versão retrabalhada da música intitulada "La La La (Brazil 2014)" foi lançada no dia 27 de maio como a segunda música-tema para a Copa do Mundo de 2014. Esta foi a segunda vez que Shakira cantou uma música-tema para a Copa do Mundo da FIFA (o primeiro em 2010); Note-se que ela também cantou a canção do tema da Copa do Mundo de 2006, Hips Don't Lie/Bamboo (com Wyclef Jean), que foi um remake de seu sucesso mundial Hip's Do not Lie. A música incluiu novas letras e apresenta o músico brasileiro Carlinhos Brown. A versão foi elogiada pelos críticos de música e foi bem comercialmente. Um videoclipe de acompanhamento foi dirigido por Shakira, com seu colaborador de muito tempo Jaume de Laiguana, o clipe da música é influenciada pela herança afro-brasileira e imagens tribais e apresenta cenas de uma variedade de jogadores de futebol Incluindo Lionel Messi, Neymar, Cesc Fàbregas, Sergio Agüero, Radamel Falcao, James Rodríguez, Eric Abidal e o marido de Shakira Gerard Piqué.

## Antecedentes e lançamento
Depois do sucesso de seu nono álbum de estúdio Sale el Sol, de 2010, Shakira revelou em novembro de 2011: "Eu comecei a me explorar no estúdio de gravação sempre que tenho tempo em Barcelona e [aqui] em Miami. Estou trabalhando com diferentes produtores e DJs, e eu me ocupo com isso, procuro encontrar novas fontes de inspiração e de motivação musical, estou ansiosa para voltar ao estúdio. Meu corpo está pedindo por isso". Em 2012, foi relatado que Shakira iria lançar "Truth or Dare" como o primeiro single de seu décimo álbum de estúdio, cujo vídeo musical seria gravado em Lisboa, Portugal. No entanto, devido à gravidez de Shakira, a música não foi lançada. Em março de 2014, Shakira explicou a revista Billboard que "levou cerca de dois anos e meio para fazer canções, elaborá-las, fazer tudo de novo, fazer oito versões de cada canção, ter um bebê, ser jurada do The Voice, voltar ao estúdio e me reconectar com minhas [novas] canções".
Em dezembro de 2013, a Sony Music Entertainment anunciou que o primeiro single do décimo álbum de estúdio de Shakira seria lançado em janeiro de 2014, e que supostamente seria uma parceria com a cantora barbadense Rihanna. Em 13 de janeiro de 2014, a faixa "Can't Remember to Forget You" foi lançada com a participação de Rihanna, que foi seguida pelo lançamento de "Empire", como o segundo single do projeto em alguns países. "Medicine", parceria com Blake Shelton, foi lançada apenas nas rádios estadunidenses de música country. "Dare (La La La)" foi lançada como o segundo single internacional do álbum em 28 de março de 2014 nas rádios italianas mainstream.
A música foi lançada pela primeira vez as rádio de sucessos contemporâneos na Itália em 28 de março de 2014. Somente em 12 de maio de 2014, a música foi lançada oficialmente em todo o mundo como EP remixdo por Chuckie e Chus & Ceballos. Em 20 de maio, a música foi lançada na Alemanha como single duplo com a versão oficial de "La La La (Brasil 2014)". A versão da Copa do Mundo foi oficialmente lançada no dia 27 de maio nas estações de rádio, no qual apresenta a participação do músico brasileiro Carlinhos Brown. No Reino Unido, a música foi lançada em 28 de maio.
Cerca de um ano após o lançamento, as gravações originais da música, tanto em inglês como em espanhol, foram filtradas em HQ no SoundCloud, intitulado "Truth or Dare" e "Adentro", respectivamente. As duas versões são estendidas para 4:43 minutos (que foi a duração original quando a música foi anunciada) com uma introdução e outro mais longa. As duas versões têm a voz de Shakira mais pronunciada durante o refrão "La la la" e uma instrumentação ligeiramente diferente.

## Composição
"Dare (La La La)" é uma faixa de dance uptempo que contém batidas brasileiras e influencia de electro house, com uma versão espanhola da música também gravada para o álbum. A música é construída em grandes tambores e cantos. A canção foi inicialmente chamada de "Truth Or Dare (On The Dancefloor)". As cenas do videoclipe foi vazado em 2012, com metade da música vazada no LQ. Com os fãs colocando o nome da canção nos trending topics do Twitter e Facebook. A cantora anunciou a tracklist para seu 10º álbum de estúdio Shakira em 2014 e a música foi apresentada na lista de faixas com um novo título "Dare (La La La)" e uma versão em espanhol intitulada "La La La". A música vazou um dia antes da data de lançamento do álbum no continente europeu.
Em janeiro de 2014, a FIFA e a Sony Music anunciaram que a música oficial para o torneio será "We Are One (Ole Ola)" de Pitbull, Jennifer Lopez e Claudia Leitte. Uma versão personalizada da música "Dare (La La La)" de Shakira, que forneceu a música oficial do torneio de 2010, será usada como uma música secundária. Shakira apresentou o músico brasileiro Carlinhos Brown para uma versão re-trabalhada da música intitulada "La La La (Brasil 2014)". A canção está incluída nas edições latino-americanas, espanholas e internacionais de luxo do álbum e apresenta novas letras para a Copa do Mundo de 2014.
A música foi lançada pela primeira vez como um CD single na Alemanha em 23 de maio de 2014, pouco depois de o single ter sido enviado as rádio de sucessos contemporâneos da Itália em 28 de maio de 2014, no dia seguinte, o single foi disponibilizado para download digital no Reino Unido. No lançamento "La La La (Brasil) recebeu críticas positivas dos críticos de música. Digital Spy elogiou as músicas de vídeo e produção de música em particular as canções e "bateria", a publicação também colocou a música no número seis em sua lista de "8 Temas da Copa do Mundo de 2014". A publicação on-line Idolator elogiou a música e sua composição "atrativa".

## Videoclipes
Os videoclipes da música "Dare (La La La)" e "La La La" (versão em espanhol), foram estreados em 7 de maio de 2014 via o canal VEVO de Shakira no YouTube. Uma parte da gravação do clipe da parte do refrão foi vazada em meados de 2012, provando que o vídeo foi gravado antes que Shakira estivesse grávida, e um vazamento de quase metade da música seguiu. Os clipes foram gravados em Lisboa, Portugal.
O videoclipe original mostra Shakira dançando "provocativamente", enquanto, usa um top de sutiã de couro preto e uma saia maxi preta, o clipe continua com Shakira dançando em meio ao pó multi-colorido e em cima de um prédio. O clipe também possui festas e multidões, com temas de carnaval. A publicação on-line Idolator elogiou o clipe, dizendo que o vídeo é uma "obra típica de Shakira" baseada em "uma localização exótica, movimentos de dança bizarros e seu cenário agora marcado por um campo", eles ainda elogiaram as cenas de carnaval que "se adequam" à música.
O videoclipe da versão da Copa do Mundo foi estreado em 22 de maio de 2014, dirigido por Jaume de Laiguana, que já havia trabalhado com Shakira em vários vídeos musicais, incluindo "Don't Bother", "Gypsy", "Loca", "Sale el Sol" e "Rabiosa". As músicas que acompanham o clipe foram produzidas com o patrocinio da Activia em apoio ao Programa de refeições escolares do Programa Alimentar Mundial. Shakira e a Activia também estarão doando fundos para apoiar o programa. Em 30 de maio de 2014, a versão em espanhol do clipe foi lançada.
O clipe é um "vídeo conscientemente surreal" que toma influência da herança afro-brasileira com imagens tribais, combinando capoeira e movimentos de futebolistas para uma "exibição artística de atletismo". Após o lançamento do vídeo, veio à tona que o vídeo apresentou quase imagens de cenas ao do filme do artista francês WoodKid para sua música "Iron". A WoodKid negou ter dado permissão para usar essas imagens no clipe da cantora.
Durante o clipe, Shakira equilibra uma bola com uma longa saia preta. O clipe inclui a participação dos jogadores de futebol Lionel Messi, Neymar, Cesc Fàbregas, Sergio Agüero, Radamel Falcao, James Rodríguez e Éric Abidal. O marido de Shakira, Gerard Piqué também aparece no clipe. 40 dias após o lançamento, o clipe atingiu 200 milhões de visualizações e até abril de 2021, já havia recebido mais de 1,1 bilhão de visualizações.

## Performances ao vivo
Shakira interpretou a música pela primeira vez em 10 de julho no programa brasileiro Fantástico, que foi exibido em 13 de julho de 2014, no mesmo dia em que Shakira tocou a música na cerimônia de encerramento da Copa do Mundo de 2014, confirmada pela FIFA e por ela mesma.

## Faixas
| CD single - Versão Original 1. "Dare (La La La)" - 3:06 CD single - Versão Brasil 2014 1. "La La La (Brazil 2014)" (featuring Carlinhos Brown) - 3:17 CD single Espanhol - Versão Original 1. "La La La (Spanish version)" - 3:06 CD single Espanhol - Versão Brasil 2014 1. "La La La (Brasil 2014) [Spanish version]" (featuring Carlinhos Brown) - 3:17 | CD single Europa 1. "Dare (La La La)" - 3:06 2. "La La La (Brazil 2014)" (featuring Carlinhos Brown) - 3:17 Remixes 1. "Dare (La La La) [Chuckie Remix]" - 4:20 2. "Dare (La La La) [Chus & Ceballos Brazil Fiesta Remix]" - 4:45 |

## Desempenho nas tabelas musicais
| Chart (2014)                                      | Maior posição |
| ------------------------------------------------- | ------------- |
| O campo songid é OBRIGATÓRIO PARA PARADA ALEMÃ    | 12            |
| Áustria (Ö3 Austria Top 75)                       | 14            |
| Bélgica (Ultratop 50 de Flandres)                 | 9             |
| Bélgica (Ultratop 50 da Valônia)                  | 3             |
| Bélgica (Ultratop Dance de Flandres)              | 15            |
| Bélgica (Ultratop Dance da Valônia)               | 1             |
| Brasil (Billboard Brasil Hot 100)                 | 90            |
| Bulgária (IFPI)                                   | 27            |
| Canadá (Canadian Hot 100)                         | 80            |
| Colômbia (National-Report)                        | 3             |
| Coreia do Sul (Gaon International Chart)          | 10            |
| Dinamarca (Hitlisten)                             | 33            |
| Eslováquia (Rádio Top 100)                        | 12            |
| Espanha (PROMUSICAE)                              | 2             |
| Estados Unidos (Billboard Hot 100)                | 53            |
| Estados Unidos (Billboard Dance/Electronic Songs) | 5             |
| Estados Unidos (Billboard Dance Club Songs)       | 1             |
| Estados Unidos (Billboard Hot Latin Airplay)      | 5             |
| Estados Unidos (Billboard Latin Pop Airplay)      | 2             |
| Estados Unidos (Billboard Tropical Airplay)       | 22            |
| Finlândia (Suomen virallinen lista)               | 7             |
| França (SNEP)                                     | 11            |
| Grécia (Billboard)                                | 1             |
| Hungria (Single Top 40)                           | 20            |
| Irlanda (IRMA)                                    | 53            |
| Itália (FIMI)                                     | 3             |
| Líbano (The Official Lebanese Top 20)             | 7             |
| Luxemburgo (Billboard)                            | 4             |
| México (Billboard Mexican Airplay)                | 6             |
| Polónia (Polish Airplay Top 100)                  | 5             |
| Polónia (Dance Top 50)                            | 1             |
| República Checa (Rádio Top 100)                   | 20            |
| República Checa (Singles Digitál Top 100)         | 44            |
| República Dominicana (Monitor Latino)             | 3             |
| Rússia (Tophit Weekly General Airplay)            | 1             |
| Suíça (Schweizer Hitparade)                       | 3             |
| Suíça (Romandie) (lescharts.ch)                   | 1             |
| Ucrânia (FDR Music Charts)                        | 2             |

| Chart (2014)                               | Maior posição |
| ------------------------------------------ | ------------- |
| Alemanha (Official German Charts)          | 76            |
| Bélgica (Ultratop Flanders)                | 59            |
| Bélgica (Ultratop Wallonia)                | 29            |
| EUA Hot Dance/Electronic Songs (Billboard) | 20            |
| EUA Latin Pop Songs (Billboard)            | 36            |
| Itália (FIMI)                              | 49            |
| Polônia (Dance Top 50)                     | 12            |
| Polônia (ZPAV Digital sales)               | 9             |
| Polônia (ZPAV/BMAT Airplay)                | 47            |
| Suíça (Schweizer Hitparade)                | 40            |

## Vendas e certificações
| Região | Certificação | Vendas     |
| --- | ------------ | ---------- |
| Alemanha (BVMI) | Ouro         | 150,000^   |
| Estados Unidos (RIAA) | Platina      | 1,000,000‡ |
| Itália (FIMI) | Platina      | 30,000*    |
| México (AMPROFON) | Ouro         | 50,000*    |
| México (AMPROFON) La La La (Brazil 2014) | Ouro         | 30,000*    |
| Suíça (IFPI Suíça) | Ouro         | 15,000^    |
| Streaming |              |            |
| Espanha (PROMUSICAE) | 2× Platina   | 80,000^    |
| *números de vendas baseados somente na certificação ^distribuições baseadas apenas na certificação ‡vendas+valores de streaming baseados somente na certificação |              |            |

## Histórico de lançamento
| País     | Data                | Formato                     |
| -------- | ------------------- | --------------------------- |
| Itália   | 28 de março de 2014 | Rádio                       |
| Alemanha | 23 de maio de 2014  | CD single                   |
| Mundo    | 23 de maio de 2014  | CD single, download digital |